# Batalla de Agueddin
La batalla de Agueddin fue una acción que tuvo lugar el 10 de diciembre de 1847 en Agueddin, cerca del río Muluya, en la Región Oriental, en Marruecos. 
Dentro del contexto de la conquista francesa de Argelia, las tropas del sultán de Marruecos Abderrahmane ben Hicham derrotaron al ejército del Emirato de Abdalqadir de Abdel-Kader.

## Precedentes
Tras el Tratado de Tánger (1844) que fijó la frontera entre Marruecos y la Argelia francesa, el emir argelino Abdel-Kader fue declarado proscrito en todo el Imperio jerifiano así como en la Argelia francesa. 
Los esfuerzos diplomáticos emprendidos por Abdel-Kader para obtener el del sultán el control del territorio del Emirato de Abdalqadir que reclamaba como propio fueron en vano, siendo asesinados en Fez todos sus enviados, entre ellos su califa de mayor confianza, Bou Hamidi. En julio de 1847 Abdel-Kader había sido derrotado por el sultán, retrocediendo la smala a Agueddin, en la orilla izquierda del Muluya.

## Desarrollo de la batalla
El 10 de diciembre, Abdel-Kader obtuvo la confirmación de que los dos hijos del sultán Abd-er-Rahman se encontraban en la fortaleza de Zeluán, a sólo 3 horas de donde se encontraba la smala.Se trataba de un ejército formado por 50.000 hombres divididos en 3 divisiones, separadas por casi 1 km entre sí frente a los 5.000 efectivos con los que contaba  Abdel-Kader, que carecía de fuerza pesada. Abdel-Kader ordenó un ataque sorpresa durante la noche. Se creó una distracción con la estampida hacia un campamento marroquí de dos camellos incendiados con alquitrán y esparto, a los que siguió una carga con 1200 soldados de infantería y 800 soldados de caballería. Tanto la sorpresa como la oscuridad dieron una ventaja inicial a los hombres de Abdel-Kader, que se incautaron de armamento en el campamento marroquí.
Al día siguiente Abdel-Kader dio orden de evacuación de la smala en dirección a Wadi Kiss en la Argelia francesa. Ese día, una fuerza de 5.000 jinetes derrotó al ejército de Abdel-Kader en el río Muluya. Fallecieron 200 hombres de Abdel-Kader, entre ellos el militar Qaid Mohammed Ibn Yahya, apodado el Sheitan (El Diablo).

## Consecuencias
Tras la derrota en Marruecos y Argelia, Abdel-Kader finalmente fue capturado, rindiéndose el 23 de diciembre de 1848 ante el gobernador general de la Argelia francesa, Juchault de Lamoricière.